# Charles Boucher
Charles Boucher (1944) es un taxónomo, y botánico sudafricano. Se desempeña en el Herbario Bolus, Universidad de Ciudad del Cabo.
Se educó en las universidades de Ciudad del Cabo y de Stellenbosch. Trabajó como oficial botánico en la Unidad de Investigación Botánica en Stellenbosch desde 1968 hasta 1985, y luego como profesor en el Departamento de Botánica de la Universidad de Stellenbosch, hasta su jubilación en 2005. Su colección comprende unos 7.340 especímenes principalmente del Humedal ribereño, costeros, Fynbos, Karoo, y biomas forestales del sur de África.

## Algunas publicaciones

### Libros
- charles Boucher, christo Marais. 1995. Managing Fynbos Catchments for Water. Programme report series 24. Ed. Foundation for Res. Development, 155 pp. ISBN 1-874916-40-3, ISBN 978-1-874916-40-6

- --------------------. 1982. Cape field excursion guide 1982.01.31-1982.02.06. Ed. Assoc. Pour L'Etude Taxonomique De La Flore D'Afrique Tropicale

- --------------------. 1972. The Vegetation of the Cape Hangklip Area. Ed. Univ. of Cape Town, 320 pp.

## Honores

### Eponimia
- (Ericaceae) Erica boucheri E.G.H.Oliv.[3]

- (Hyacinthaceae) Albuca boucheri U.Müll.-Doblies[4]

- (Fabaceae) Liparia boucheri (E.G.H.Oliv. & Fellingham) A.L.Schutte[5]
- La abreviatura «C.Boucher» se emplea para indicar a Charles Boucher como autoridad en la descripción y clasificación científica de los vegetales.[6]